# Discoverer 34
 Discoverer 34 — amerykański satelita wywiadowczy. Stanowił część tajnego programu CORONA. Należał do serii KH-3 tego programu. 

## Przebieg misji

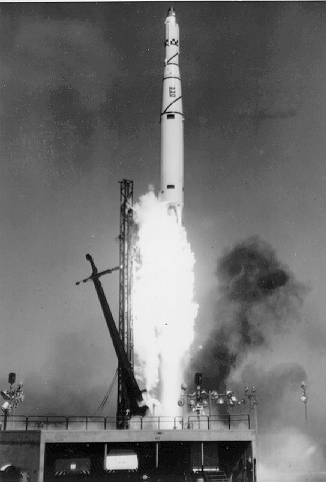
Start rakiety Thor Agena B z satelitą Discoverer 34

Misja satelity nie powiodła się z powodu złego kąta wznoszenia rakiety, który spowodował osiągnięcie nieprawidłowej orbity. Zamiast względnie kołowej, była wydłużona. Nie podjęto próby odzyskania kapsuły powrotnej.
Satelita był własnością amerykańskiego wywiadu (dzisiejszej CIA), a zbudowała go firma Lockheed Martin.